# 2002 en hockey sur glace
Cette page présente les éléments de hockey sur glace de l'année 2002, que ce soit d'un point de vue rencontres internationales ou championnats nationaux. Les grandes dates des différentes compétitions sont données ainsi que les décès de personnalités du hockey mondial.

## Amérique du Nord

### Ligue nationale de hockey
- 13 juin : les Red Wings de Détroit remportent la Coupe Stanley en défaisant en finale les Hurricanes de la Caroline par la marque de 4 victoires contre une.

### Ligue américaine de hockey
- Les Wolves de Chicago remportent la Coupe Calder en défaisant en finale les Sound Tigers de Bridgeport par la marque de quatre victoires contre une.
- Les Maple Leafs de Saint-Jean sont les hôtes du 15e Match des étoiles de la LAH. Au cours de ce match, l'équipe du Canada a battu l'équipe associée des américains et du reste du monde sur le score de 13 buts à 11.

### East Coast Hockey League
- Le Grrrowl de Greenville remporte la Coupe Kelly en défaisant en finale les Bombers de Dayton par la marque de quatre victoires à zéro.

### Ligue canadienne de hockey
- Les Tigres de Victoriaville remportent la Coupe du président en défaisant en finale le Titan d'Acadie-Bathurst.

- Les Otters d'Érié remportent la coupe J.-Ross-Robertson en défaisant en cinq rencontres les Colts de Barrie.

- Le Ice de Kootenay remporte la Coupe du Président en défaisant en six rencontres les Rebels de Red Deer.

- Le 26 mai : le Ice de Kootenay remporte la Coupe Memorial face aux Tigres de Victoriaville par la marque de 6-3. L'équipe hôte du tournoi fut le Storm de Guelph.

### Ligue nationale de hockey féminin (1999-2007)
- Les Aeros de Beatrice remportent une 3e fois la Coupe Clarkson.

## Europe

### Compétitions internationales
- La Coupe continentale est remportée par le ZSC Lions.
- Le Canada remporte la Coupe Spengler en défaisant en finale le HC Davos.

### Allemagne
- Les Kölner Haie remportent le championnat de la DEL en défaisant en finale le Adler Mannheim par la marque de 3-2.

### Autriche
- Le EC Villacher SV remportent le championnat en défaisant en finale le EHC Black Wings Linz par la marque de 4-1.

### Espagne
- Le FC Barcelone remporte le championnat de la Superliga Española en défaisant en finale le Club Hielo Jaca.

### Finlande
- Le Jokerit Helsinki remporte le championnat en défaisant en finale le Tappara Tampere par la marque de 3-1.
- Le Jukurit Mikkeli remporte le championnat en division 2, la Mestis.

### France
- Les Flammes Bleues de Reims remportent la Coupe Magnus.
- Les Ours de Villard-de-Lans remportent le championnat de Division 1 et son promu pour la saison suivante en Super 16.

### République tchèque
- Le HC Sparta Prague remporte le championnat de l'Extraliga en défaisant en finale le HC Vítkovice par la marque de 3-1.
- Le HC Bílí Tygři Liberec remporte le championnat de la 1. liga et est promu en Extraliga alors que le HC Vagnerplast Kladno est reléguée en 1. liga.

### Russie
- Le Lokomotiv Iaroslavl remporte le championnat de la Superliga en défaisant en finale le Ak Bars Kazan par la marque de 3-0.
- Le Sibir Novossibirsk remporte le championnat de la Vyschaïa Liga.

### Suède
- Le Färjestads BK remporte le championnat de la Elitserien en défaisant en finale le MODO Hockey par la marque de 3-0.
- Le Leksands IF remporte le championnat de l'Allsvenskan et est promu en Elitserien.

### Suisse
- Le HC Davos remporte le championnat de la Ligue National A en défaisant en finale le ZSC Lions par la marque de 4-2.
- Le Genève-Servette Hockey Club remporte le championnat de la Ligue National B en défaisant en finale le HC La Chaux-de-Fonds par la marque de 3-0.

## International

### Jeux Olympiques
50 ans après son dernier sacre, le Canada gagne sa 7e médaille d'or à Salt Lake City. Les États-Unis, n'ont pas réussi un 2e miracle sur glace sur leur sol, malgré Herb Brooks à tête de la sélection, et échouent en finale.
Chez les femmes, même résultat que chez les hommes, le Canada remporte la médaille d'or devant les États-Unis.

## Autres Évènements

### Fondation de club
- Newcastle Vipers (Royaume-Uni).
- Sheffield Scimitars (Royaume-Uni).